# Salamanca Club de Fútbol UDS
Il Salamanca Club de Fútbol UDS, noto brevemente come Salamanca e in passato come Unión Deportiva Salamanca, è una società calcistica spagnola con sede nella città di Salamanca, nella comunità autonoma di Castiglia e León.
Gioca le partite casalinghe nello Stadio Helmántico.

## Storia
La società fu fondata il 9 febbraio 1923 con il nome di Unión Deportiva Española e il suo stadio era il Campo del Calvario. Fondatore e primo presidente fu Federico Anaya, sindaco della città in quegli anni. Durante la Seconda Repubblica, il club cambia nome per Club Deportivo Salamanca anche se poco tempo dopo, il 15 gennaio 1932, con José Tejero Ruiz come presidente, la squadra assume il nome attuale.
Nel corso dei suoi primi anni la squadra partecipava ai Campionati Regionali fino al 1936, quando si verifica il primo approdo in Segunda División, anche se il debutto nella categoria fu rimandato a causa dello scoppio della Guerra Civil, che paralizzò per tre anni qualsiasi competizione sportiva in Spagna (a parte la Copa de la España Libre, ossia una sostituta di fatto della Coppa di Spagna giocata nella zona democratica e poi riconosciuta dalla RFEF nel 2008, la quale fu vinta dal Levante).
Nel corso degli anni successivi non accade nulla di particolarmente rilevante nella storia del club, fino alla fine degli anni sessanta, con Augusto Pimienta de Almeida come presidente, quando si decide di vendere la maggior parte dei terreni del vecchio stadio e costruirne uno più ampio per le esigenze della squadra. Così si decide di comprare i terreni di Prados Panaderos nel comune di Villares de la Reina per costruire il nuovo Stadio Helmántico, oltre ad una serie di piste annesse allo stesso. L'inaugurazione avviene l'8 aprile 1970, anche se il Salamanca quell'anno si vide costretto alla retrocessione in Tercera división.
Nel 1972, con la squadra ancora relegata nella terza divisione nazionale, viene ingaggiato l'allenatore José Luis García Traid, artefice di due promozioni consecutive, di modo che nella stagione 1973-74, sotto la presidenza di José Luis Paniagua, il Salamanca si ritrova per la prima volta nella sua storia in Primera división.

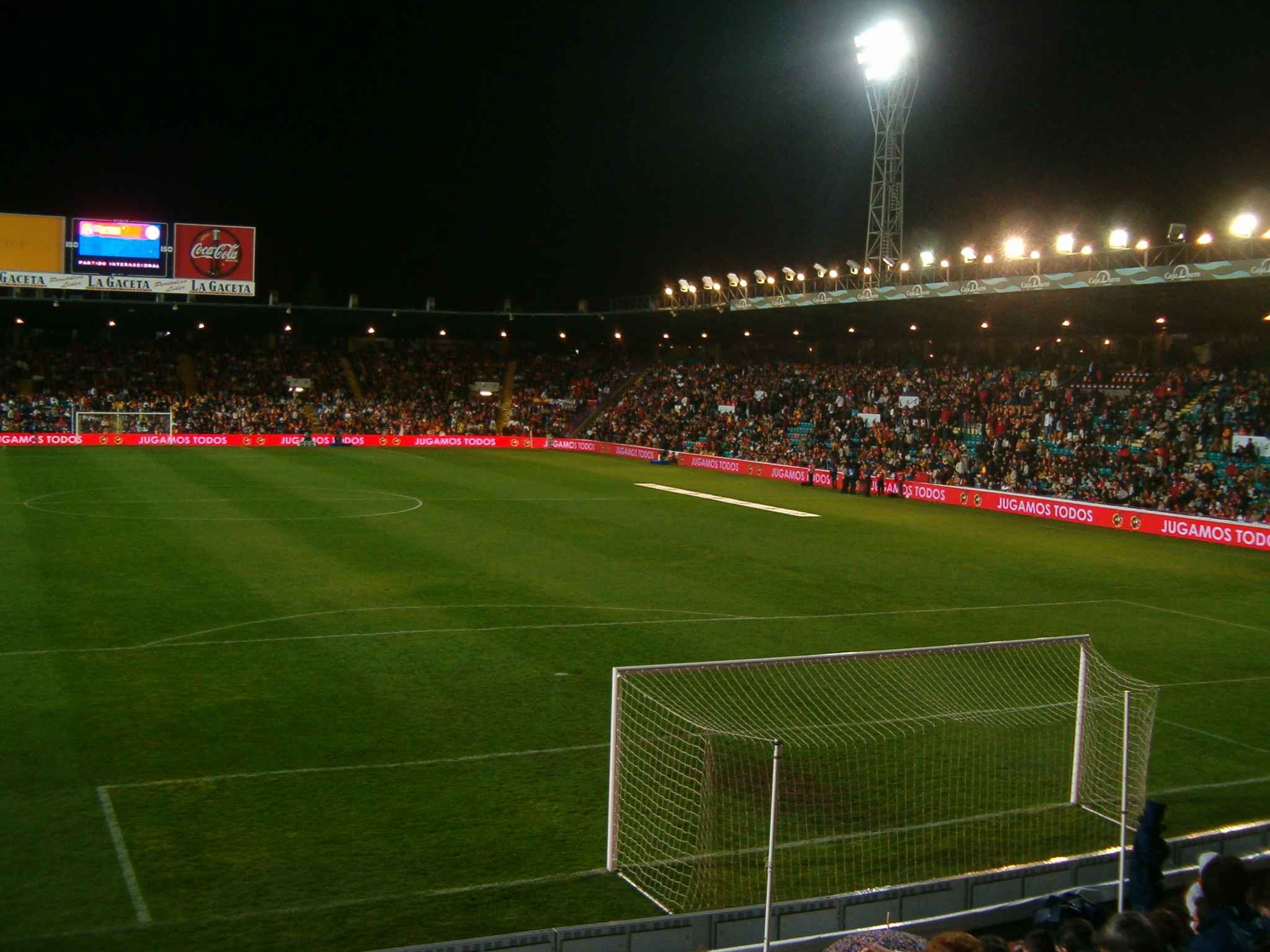
Tifosi allo stadio Helmántico

Fu questo un periodo d'oro per la squadra, che rimase nella massima categoria per 7 anni consecutivi, sfiorando in alcuni casi la qualificazione alle competizioni europee. Un altro successo fu la conquista delle semifinali della Copa del Rey, nel 1976-77.
In seguito alla retrocessione, il club ritornò in Primera l'anno successivo (1981-82), sotto la guida di Manuel Villanova Rebollar come allenatore e di Francisco Ortiz de Urbina Díez come presidente.
Gli anni ottanta furono anni infelici per il club, che si vide relegato in Segunda B (la vecchia Tercera división) dopo due retrocessioni consecutive, e dove fu costretto a giocare per tre anni fino a riconquistare la promozione in Segunda A.
Gli inizi degli anni novanta non furono migliori, con la squadra di nuovo in Segunda B per altri tre anni. In questi anni è da segnalare, inoltre, la trasformazione della società in Sociedad Anónima Deportiva (SAD), completatasi il 25 giugno 1992, con Juan José Hidalgo Acera come presidente.
Juan Manuel Lillo (allora il più giovane allenatore del calcio professionistico spagnolo) fu incaricato di riportare la squadra ai vecchi splendori ed effettivamente ci riuscì, in seguito a due promozioni consecutive, l'ultima delle quali memorabile, in cui il Salamanca, nella finale dei play-off per la promozione, rimontò la sconfitta casalinga per 0-2 contro l'Albacete andando a vincere in trasferta con un dilagante 0-5.
Il sogno non durò molto, in quanto la squadra retrocesse l'anno successivo classificandosi all'ultimo posto in Primera. Ma anche il nuovo anno di purgatorio finì presto, con Andoni Goikoetxea sulla panchina, che riportò la squadra nella massima divisione, in seguito ad un'altra roboante vittoria nell'ultima giornata di campionato, questa volta in casa del Deportivo Alavés con il risultato di 0-4.
Questa volta la squadra riuscì a mantenere la categoria ottenendo anche il nomignolo di ammazzagrandi del campionato, in seguito alle vittorie in rimonta come il 4-3 ai danni del Barcellona o il 5-4 sull'Atlético Madrid;
così come 6-0 sul Valencia e nuovamente 1-4 al Barcellona nel Camp Nou. Ciononostante la salvezza arrivò solo sul filo di lana all'ultima giornata, ma l'anno successivo la squadra retrocesse nuovamente.
I tifosi bianconeri, dopo alcuni campionati in Segunda, videro come la loro squadra tornava nel baratro della Segunda B nella stagione 2004-2005 per poi ritornare in Segunda nel 2006-2007, sotto la guida tecnica di Javi López.
Nell'inizio della stagione 2008-2009 la squadra era riuscita a tenersi sulle prime posizioni fino a metà campionato dov'è iniziato a scendere posizioni.
Il Salamanca chiude la stagione 2012-2013 all'ottavo posto sfiorando i playoff per salire in Segunda Division, ma il club in seguito a problemi finanziari è fallito ufficialmente il 19 giugno 2013 esattamente 90 anni fa dalla sua creazione. Dopo il fallimento, ripartendo dalle categorie minori regionali, nel 2017-2018 raggiunge la promozione in Segunda División B, equivalente della terza serie Nazionale.

## Cronologia dei nomi
- 1923 : Unión Deportiva Española
- 1931 : Club Deportivo Salamanca
- 1932 : Unión Deportiva Salamanca
- 1992 : Unión Deportiva Salamanca SAD
- 2013 : Club Deportivo Club de Fútbol Salmantino
- 2017 : Club de Fútbol Salmantino UDS
- 2017 : Salamanca Club de Fútbol UDS

## Stemma
Lo stemma è di forma rotonda diviso verticalmente in due metà. Nella parte superiore della divisione è raffigurato un pallone da calcio dell'inizio del Secolo XX. Nella metà a destra si legge l'acronimo UDS, che si riferisce al nome del club: Unión Deportiva Salamanca. Nella parte sinistra invece è raffigurato il ponte romano simbolo della città, costruito nel Primo Secolo, sotto scorre il fiume Tormes. Sopra il ponte c'è un toro e una quercia, entrambi simboli rappresentativi della Provincia di Salamanca. Lo stemma risale all'anno 1932, anno in cui la squadra adottò l'attuale nome.

## Inno ufficiale
Nella stagione 1976-1977 l'allora Presidente in carica, Francisco Cosme Maza, organizzò un concorso per scegliere l'inno ufficiale della squadra. Vennero proposte tre versioni diverse. Il concorso fu vinto dall'opera del poeta salmantino José Ledesma Criado, autore dei testi, e di Jesús García Bernalt, direttore del coro dell'Università di Salamanca, autore della musica. La versione originale fu eseguita dal Coro dell'Università accompagnato dalla Banda Militare del Reggimento della Vittoria.
In occasione del 75º anniversario del club, nel 1998, fu realizzata una nuova versione dell'inno con musica rock, interpretato dal gruppo salmantino Ruido de Fondo.

## Stadio
Lo stadio Helmántico fu inaugurato l'8 aprile 1970 e sostituì il vecchio campo di gioco, il Campo del Calvario. Ha una capacità di 17.341 posti, tutti a sedere, con dimensioni di 105x72 metri. Il match inaugurale fu un'amichevole disputata fra lo stesso Salamanca e i portoghesi dello Sporting Lisbona, conclusosi con il risultato di 0-0.

## Storia nella Liga
- Stagioni in La Liga: 12
  - Miglior Piazzamento: 7º (1974-75)
  - Peggior Piazzamento: 22º (1995-96)
- Stagioni in Liga Adelante: 34
- Stagioni in Segunda División B: 8
- Stagioni in Tercera División: 19
- Stagioni in Divisiones Regionales: 1

## Storia nella Liga dopo il fallimento
- Stagioni in Segunda División B: 2
- Stagioni in Tercera División: 3
- Stagioni in Divisiones Regionales: 1
- Stagioni in Divisiones Provinciales: 1

## Palmarès

### Competizioni nazionali
- Segunda División B: 5

1987-1988, 1991-1992, 1992-1993, 1993-1994, 2005-2006
- Tercera División: 8

1944-1945, 1947-1948, 1955-1956, 1956-1957, 1964-1965, 1966-1967, 1968-1969, 1972-1973